# Bo Håkansson (finansman)
Bo Håkansson, född 1946, död 2014, var en svensk finansman.
Bo Håkansson utbildade sig till civilekonom på Lunds universitet, med examen 1970. Samma år grundade han 
konsultbolaget Aktiv Skattekonsult i Malmö tillsammans med en studiekamrat. Detta företag såldes 1981 till Investeringsföretaget Carnegie
År 1984 etablerade han investeringsföretaget Active i Malmö AB som investerade i industriföretag och fastigheter. Bo Håkansson var därefter under från 1980-talet och till sin död verksam som entreprenör och huvudägare i flera skånska företag. Han var med och byggde upp bolag som läkemedesutvecklingsbolagen Active Biotech och Hansa Medical, Active Capital, luftfilreringsföretaget Nederman, instrumentföretaget Biolin Scientific, fastighetsföretaget Wihlborgs AB och företaget för egenvårdsprodukter Wilh Sonesson AB.